# Razjezżeje
Razjezżeje (ros. Родники) – wieś (sieło) w Rosji, w Kraju Krasnojarskim, w rejonie jermakowskim. W 2010 liczyła 631 mieszkańców.